# Пентекост
Пентекост (англ. Pentecost Island) — остров в архипелаге Новые Гебриды, в Тихом океане. Является частью Республики Вануату. Административно входит в состав провинции Пенама. На французском языке остров известен как Pentecôte. Другое название — остров Рага.

## География

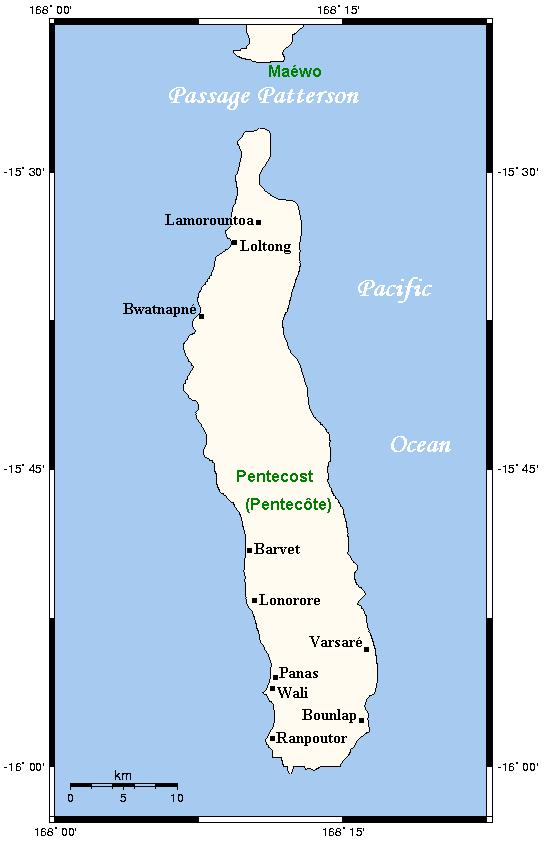
Карта острова.

Остров Пентекост расположен в центральной части архипелага Новые Гебриды в Тихом океане, между островом Маэво, лежащим к северу, островом Амбрим, лежащим к югу, и островом Аоба, лежащим к северо-западу. Столица Вануату, город Порт-Вила, расположена в 190 км к югу от острова. Ближайший материк, Австралия, расположен примерно в 1200 км.
Как и другие острова архипелага, Пентекост имеет вулканическое происхождение. Площадь Пентекоста составляет 490,5 км². Высшая точка острова — гора Вулмат (947 м).
Пентекост — гористый остров, покрытый густой растительностью. Длина с севера на юг составляет около 63 км, ширина — 12 км. Горная цепь, тянущаяся через весь остров, разделяет Пентекост на две части: восточное побережье с большим количеством осадков и западное побережье с более умеренным климатом. Прибрежные равнины, по которым текут небольшие реки, служат идеальным местом для плантаций и пастбищ.
Климат на острове влажный тропический. Среднегодовое количество осадков превышает 3000 мм. Пентекост подвержен частым циклонам и землетрясениям.

## История
Остров Пентекост был открыт французским мореплавателем Луи Антуан де Бугенвилем 22 мая 1768 года. Название, которое с английского языка переводится как «Пятидесятница», было дано острову английским путешественником Джеймсом Куком в 1774 году в честь христианского праздника, в день которого он проплывал мимо Пентекоста.
В конце XIX века на Пентекост было послано несколько англиканских миссионеров. В начале XX века на острове начали свою миссионерскую деятельность представители Церкви Христа.
В марте 1906 года Пентекост, как и другие острова Новых Гебрид, стали совместным владением Франции и Британии, то есть архипелаг получил статус англо-французского кондоминиума.
30 июня 1980 года Новые Гебриды получили независимость от Великобритании и Франции, и остров Пентекост стал территорией Республики Вануату.
В конце XX века на Пентекосте Виралео Боборенвануа, вождь движения Нация Турага, создал национальную письменность авоиули для нескольких языков Вануату.

## Население
В 2009 году численность населения Пентекоста составляла 16 843 человека. Наиболее крупные поселения Пентекоста расположены на западном побережье острова, хотя часть населения проживает во внутренних районах. Главными поселениями на западном берегу являются Лаоне (англ. Laone), Лолтонг (англ. Loltong), Бватнапне (англ. Bwatnapne), Мелсиси (англ. Melsisi) , Вану (англ. Vanu), Баравет (англ. Baravet), Лонороре (англ. Lonorore), Хотвата (англ. Hotwata), Панас (англ. Panas), Вали (англ. Wali), Панги (англ. Pangi) и Салап (англ. Salap). Во многих поселениях есть почтовые отделения и филиалы банков.

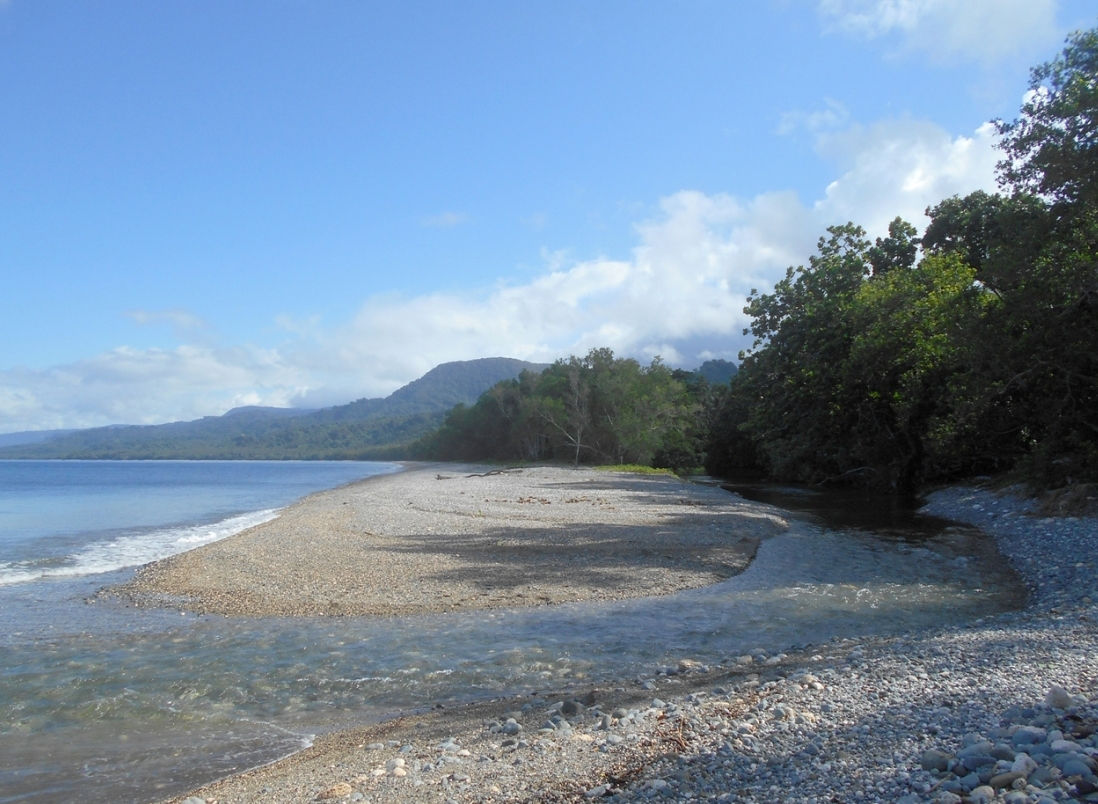
Река Уорбот, южное побережье острова.

Восточное побережье Пентекоста является труднодоступным местом, поэтому здесь проживает очень мало людей. Наиболее крупными поселениями на востоке являются Ранвас (англ. Ranwas), Бунлап (англ. Bunlap), Ранон (англ. Ranon) и Ванрасини (англ. Vanrasini).
Деревня Лаоне на севере Пентекоста является родиной Уолтера Лини, который привёл Вануату к независимости в 1980 году.
Основными языками общения на острове являются бислама, французский и английский, хотя также используются местные языки:
- абма (4500 носителей в 1983 году; распространён в центральной части острова),
- са (1800 носителей в 1983 году; распространён в южной части острова),
- секе (300 носителей в 1983 году; распространён в центральной части острова),
- сова (20 носителей в 1971 году; распространён в центральной части),
- хано (7000 носителей в 1991 году; распространён в северной части Пентекоста и в южной части Маэво)[9].

## Местный уклад и экономика
На Пентекосте отсутствуют крупные города. Большая часть населения острова проживает в небольших деревнях и занимается сельским хозяйством. Основным сельскохозяйственным продуктом Пентекоста является таро. Для местных нужд также выращиваются маниок, ямс, бананы, кокосовые пальмы, папайя, сизигиум, цитрусы, сахарный тростник, какао, манго, ананасы и некоторые европейские овощи. Овощи часто растирают и обёртывают в крупные листья, после чего запекают в земляных печах с кокосовым кремом. Так получается пудинг, местное название которого «лаплап». В деревнях также разводятся свиньи, куры, рогатый скот. Традиционно с острова экспортируется копра, однако в последнее время основным экспортным товаром является корень кавы.
Остров Пентекост — родина экстремальных вануатских прыжков на верёвке, которые возникли из местного ритуала под названием нагхол. Каждый год между апрелем и июнем мужчины острова прыгают с высоких башен, привязав ноги к виноградной лозе. По мнению местных жителей, это гарантирует хороший урожай ямса. В последнее время это и хороший источник доходов для островитян: туристы платят большие деньги, чтобы увидеть это зрелище.

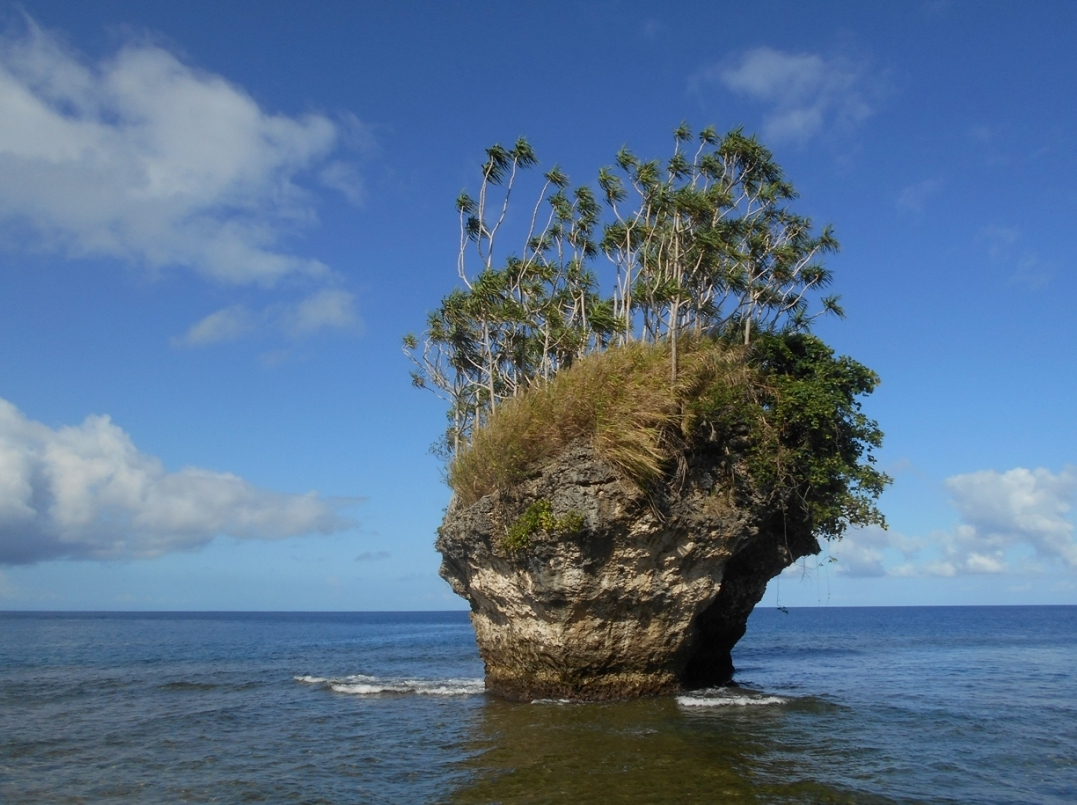
Скала Капитана Кука - природная достопримечательность острова.

## Транспорт
На Пентекосте имеются две взлётно-посадочные полосы: в Лонороре (англ. Lonorore) на юго-западе острова и в Сара (англ. Sara) на севере. Мимо острова часто проплывают сухогрузные суда. С севера на юго-запад тянется грунтовая дорога. Дорогой также соединены поселения Салап на юго-востоке Пентекоста и Ранвас на юго-востоке.